# عدم انکار
سلب انکار یا عدم انکار (به انگلیسی: Non-repudiation) به این مفهوم است که طرفین درگیر در یک نزاع حقوقی، نتوانند صحت و اعتبار یک قرارداد یا متنی که قبلاً تهیه شده‌است را انکار نمایند.
در زندگی روزمره انسان‌ها، تا کنون روشهای عدم انکار عمدتاً با تکیه بر امضا و اعتبار آن و تأیید کردن امضاء ایجاد شده و مورد استفاده قرار گرفته‌است.
البته به‌طور عادی هر امضایی را می‌توان به سادگی انکار نمود. گاهی انکار یک امضا توسط دارندهٔ آن به شکل "من این را امضا نکرده‌ام." انجام می‌شود که نشان از جعل امضاء توسط دیگران دارد و گاهی نیز دارندهٔ امضاء، در عین پذیرش اصل امضاء، آن را بی‌اعتبار می‌داند که به معنای وجود شرایط غیرعادی مانند تهدید و اعمال فشار توسط دیگران است.

## عدم انکار در رمزنگاری
در فضای امنیت اطلاعات رقومی و مسائل رمزنگاری، عدم انکار به مفهوم زیر به کار می‌رود:
- یک خدمت رمزنگاری برای تأییدِ صحتِ مفادِ اطلاعات و اصالتِ منبع
- یک روش برای شناسایی و تأییدِ هویت‌ها به صورت قطعی و قابل قبول و غیرقابل جعل

با در دست قرار گرفتن چنین امکانی، هم از جعل سند و هویت و هم از انکار احتمالی آن در آینده جلوگیری می‌شود.
در حوزهٔ رمزنگاری، با استفاده از توابع درهم‌ساز و ترکیب آن با رمزگذاری امکان تأیید صحت مفاد اطلاعات فراهم گردیده است. شناسایی و تأییدِ هویت و اصالتِ منبع اطلاعات نیز با استفاده از زیرساخت کلید عمومی، امضای رقومی، احراز هویت چندعاملی، و اختصاص گواهی رقومی به افراد و سازمان‌ها انجام می‌گردد.

### خدمت عدم انکار
به‌طور کلی با رشد محسوس ارتباطات مجازی و ایجاد شبکه‌ها، خدمات امنیتی همانند عدم انکار، برای برنامه‌های کاربردی بسیار مهم شده‌ است. خدمات عدم انکار باید تضمین کننند که زمانی که حسین اطلاعاتی را به علی بر روی شبکه می فرستد نه حسین و نه علی نمی‌توانند انکار کنند که در بخشی یا در سرتاسر این ارتباطات شرکت داشته‌اند. بنابراین یک شیوه‌نامه بی‌طرفانه عدم انکار، عدم انکار از شواهد اصلی که مربوط به علی است و عدم انکار از شواهد رسید مقصد که به حسین است را تولید می‌کند.

با انفجار ارتباطات شبکه جهانی، معاملات مجازی بیشتر و رایج‌تر شده‌اند. هرچند امنیت معاملات برای بسیاری از برنامه‌های کاربردی بسیار مهم است: مثل تجارت مجازی، امضای قراردادهای رقومی، رأی‌گیری غیرحضوری، و غیره در حالی که موضوعات اصلی محرمانه بودن، احراز هویت، مدیریت دسترسی، و غیره می‌باشد.

معمولاً زمانی که یک مشتری درخواست یک خدمت، را دارد او خدمات مورد نیازش را از ارائه دهنده درخواست می‌کند. ارائه دهنده خدمات را تأمین می‌کند. سرانجام مشتری هزینه را می‌پردازد. این شیوه به شرح زیر است:
1. یک درخواستClient! Provider:
2. خدمت دهی: Provider! Client
3. پرداخت (سپاسگزاری) Client! Provider:

در این شیوه‌نامه‌ها، مشتری مجبور به ارسال سپاسگزاری پس از دریافت خدمات نیست. مشتری می‌تواند خدمات را دریافت کند و ارائه دهنده قادر نباشد که هزینه را بابت آن دریافت کند. گفته می‌شود که مشتری دریافت خدمت را انکار می‌کند.

مشکل دیگر، هنگامی است که مشتری خدمات را دریافت می‌کند یا هنگامی که تامین کننده تأییدیه را از مشتری دریافت می‌کند هر کدام از آن‌ها می‌خواهند مطمئن شوند که این واقعاً پیامی است که انتظارش می‌رود. علاوه بر این، هر یک از آن‌ها می‌خواهد مطمئن باشند که هیچ کس دیگری نمی‌تواند با ادعای کاذب پیام را پس از آن‌ها دریافت نماید.

راه حل‌هایی برای جلوگیری از این مشکلات پیشنهاد شده‌است. گفته می‌شود که این شیوه‌نامه‌ها خدمات عدم انکار را ارائه می‌دهند.
خدمات عدم انکار

انواع بسیاری ازعدم انکارها مربوط به شیوه‌نامه‌های معاملات مجازی می‌شوند. حداقل دو خدمت مورد نیاز است که بتوانیم یک شیوه‌نامه‌ عدم انکار کامل را که در زیر توصیف می‌شود را به دست آوریم.

در تعاریف زیر، ما از سازنده برای شناسایی نهادی که پیام را به نهاد دیگری به نام گیرنده ارسال می‌کند استفاده می‌کنیم:
1. عدم انکار مبدا: برای جلوگیری از انکار مبدأ پیام از ارسال پیام.
2. عدم انکار دریافت: برای جلوگیری از انکار دریافت‌کننده پیام از دریافت پیام.
3. عدم انکار: کسب اطمینان از اینکه این پیام برای تحویل توسط مبدأ ارسال شد
4. عدم انکار تحویل:کسب اطمینان از اینکه این پیامی بوده‌است که به گیرنده تحویل داده‌است.

با توجه به این تعاریف به راحتی دریافت می‌شود که توصیف‌ها در این مقدمات، عدم انکار دریافت را پشتیبانی نمی‌کنند.